# 101省道 (山东省)
山东S101省道，简称济德线，全称济南—德州公路，是山东省省道中5条省会放射线之一，是济南市区西部连接德州、聊城的重要通道，起点在济南，终点在德州。